# Arachniodes palmipes
Arachniodes palmipes là một loài thực vật có mạch trong họ Dryopteridaceae. Loài này được (Kunze) Fraser-Jenk. mô tả khoa học đầu tiên năm 2008.